# Epirogènesi
Epirogènesi (tectònica, estratigrafia), és el moviment d'elevació i d'enfonsament de grans àrees de l'escorça terrestre per causes tectòniques i que no produeix cap tipus de plegament ni cap nova estructura en les roques. Es tracta d'un moviment tectònic vertical a l'escorça terrestre, ja sigui un ascens o un descens en una part o en la totalitat d'un continent o d'una conca oceànica.

## Processos
Inicialment hi ha hagut processos d'enfonsament que han originat geosinclinals amb la formació de grans conques intercontinentals. Alguns geòlegs sostenen que al final d'una orogènesi succeeixen moviments epirogènics i aleshores queden al descobert els plegaments que formaven els geosinclinals.
Els escuts i els massissos antics també poden ser afectats per rejoveniments epirogènics, ja siguin planúries baixes o altiplans més enlairats com el Tian Shan (7.439 m). Sovint, aquests massissos són cruïlles orogràfiques, com el massís Central Francès o el massís de Bohèmia.
Hi ha altres relleus que també es formen per epirogènesi com els penya-segats, per l'acció combinada de l'erosió de les onades, alhora que el mar ascendeix en el temps. També els relleus que formen les crostes i les roques superficials de les terrasses marines que sovint són riques en jaciments minerals com el petroli.

## Epirogènesi i orogènesi: diferenciació
A partir de les observacions de G.K. Gilbert, es distingeix entre l'epirogènia i l'orogènia.
- Epirogènia: moviments epirogènics: radials o verticals (on s'hi inclouen els moviments isostàtics) d'aixecament o esfondrament, contraposats i ben diferenciats dels d'orogènia.
- Orogènia: moviments orogènics: horitzontals o tangencials que produeixen plegaments i dislocació dels estrats.[6]